# Хегсет, Пит
Пи́тер (Пит) Бра́йан Хе́гсет (англ. Peter Brian Hegseth; род. 6 июня 1980, Миннеаполис, штат Миннесота, США) — американский военный деятель, телеведущий, автор ряда книг, офицер Национальной гвардии. Министр обороны США с 25 января 2025 года.
Политический комментатор телеканала Fox News. Ветеран войн в Афганистане и Ираке. В ноябре 2024 года номинирован на пост министра обороны во втором кабинете Дональда Трампа. Назначение на пост министра обороны утверждено Сенатом 24 января 2025 года.

## Биография

### Ранние годы
Пит Хегсет родился 6 июня 1980 года в Миннеаполисе, штат Миннесота, в семье тренера по баскетболу Брайана и Пенни Хегсет. Своё детство Хегсет провёл в пригороде Миннеаполиса Форест-Лейке, где окончил в 1999 году среднюю школу, став лучшим выпускником класса. Будучи студентом Принстонского университета, Хегсет писал для консервативной студенческой газеты Princeton Tory, позже став её издателем. Хегсет играл в баскетбол за университетскую команду «Тигры» под руководством тренера Джона Томпсона III. В 2001 году присоединился к Корпусу подготовки офицеров запаса. В 2003 году Хегсет получил степень бакалавра в области политики в Принстоне, а в 2013 году стал магистром государственной политики в Школе государственного управления имени Джона Ф. Кеннеди при Гарвардском университете.
После окончания университета в 2003 году Хегсет недолгое время работал аналитиком по рынкам акционерного капитала в Bear Stearns.

### Военная служба
После окончания Принстона Хегсет был призван в пехоту Национальной гвардии Миннесоты. В 2004—2005 годах его подразделение было призвано на военно-морскую базу в заливе Гуантанамо, под оперативный контроль 3-го батальона 187-го пехотного полка 101-й воздушно-десантной дивизии, где он служил командиром пехотного взвода и был награждён медалью «За заслуги перед армией».
Вскоре после возвращения с Кубы Хегсет добровольно отправился на службу в Ирак, где сначала был командиром пехотного взвода, а затем офицером по гражданско-военным операциям. Во время службы в Ираке Хегсет ехал в автомобиле, в который попала реактивная граната, которая не взорвалась. Во время службы в Ираке он был награждён медалью «Бронзовая звезда» и второй армейской медалью «За заслуги».

### Карьера на Fox News
В 2014 году Пит Хегсет стал корреспондентом телеканала Fox News.
- 14 июня 2015 года Хегсет случайно задел барабанщика Вест-Пойнта, метая топор во время Дня флага.  Кадры этого инцидента стали популярными в Интернете: на них топор перелетает через мишень и ударяет в правую руку одного из барабанщиков и рикошетом в барабан. В 2018 году барабанщик подал иск против Fox и Хегсета, утверждая, что в результате их халатности он получил «серьёзные телесные повреждения и травмы головы», а также «постоянные последствия в виде боли, инвалидности, уродства и потери функций тела».
- Во время праймериз Республиканской партии в 2016 году Хегсет первоначально поддерживал кандидатуру Марко Рубио, затем Теда Круза и, в конечном итоге, Дональда Трампа. С тех пор Хегсет стал ярым сторонником Трампа. Будучи ведущим Fox News, он часто критиковал СМИ и демократов. Он подверг критике расследование специального прокурора Роберта Мюллера о вмешательстве России в выборы 2016 года.

## Министр обороны США

### Номинация и утверждение
12 ноября 2024 года избранный президент Дональд Трамп объявил, что намерен выдвинуть Пита Хегсета на пост министра обороны США. В том же месяце Хегсет расторг контракт с Fox News, чтобы занять эту должность.
Несколько дней спустя после номинации женщина, заявлявшая о сексуальном насилии со стороны Хегсета, отправила служебную записку команде Трампа по переходному периоду относительно данного обвинения, выдвинутого в 2017 году. Несколько сенаторов впоследствии выразили обеспокоенность по этому поводу. Сенатор-республиканец Кевин Крамер заявил, что обвинения представляют собой «довольно большую проблему, учитывая, что у нас есть… проблема сексуального насилия в наших вооружённых силах». Он не стал судить Хегсета заранее, но признал, что обвинение в сексуальном насилии «серьёзное». Сенатор-демократ Тэмми Дакуорт заявила: «Это откровенное оскорбление и действительно тревожно, что Трамп выдвинул кандидатуру человека, признавшего, что он заплатил жертве, которая обвинила его в изнасиловании… Это не тот человек, которого вы хотите видеть во главе Министерства обороны». После того, как коллеги Хегсета по Fox рассказали журналистам, что он был пьян или находился в состоянии похмелья на съёмочной площадке более дюжины раз, Хегсет пообещал, что бросит пить, если его кандидатуру утвердит Сенат. Тем не менее, подавляющее большинство сенаторов-республиканцев поддержали кандидатуру Хегсета на пост министра обороны.
14 января 2025 года Хегсет предстал на слушаниях перед Комитетом Сената по вооружённым силам. Во время слушаний Хегсет отверг обвинения в сексуальном насилии, супружеской неверности и публичном пьянстве, заявив, что это были «ложные утверждения», и сказал, что «Господь искупил его жизненные неудачи».
21 января сенаторы получили показания под присягой от Даниэль, бывшей невестки Пита Хегсета, которая заявила, что наблюдала «неустойчивое и агрессивное поведение» мужа, считала, что у него «проблемы со злоупотреблением алкоголем» и что он «издевался над своей бывшей женой Самантой». Даниэль также заявила, что Саманта «пряталась в своём шкафу от Хегсета, потому что боялась за свою личную безопасность». Хегсет отрицал утверждения, содержащиеся в заявлении, а его бывшая жена заявила, что он никогда не применял к ней физическое насилие.
Сенат проголосовал голосами 50-50 за его кандидатуру, из-за чего потребовался решительный голос «за» вице-президента Джей Ди Вэнса, который решил исход голосования. Сенаторы-республиканцы Лиза Меркауски, Сьюзан Коллинз и Митч Макконнелл стали единственными, кто проголосовал против кандидатуры Хегсета. Тем самым Хегсет стал вторым кандидатом в кабинет министров в истории США после Бетси Девос, чья кандидатура была утверждена с перевесом голоса вице-президента.

### Срок

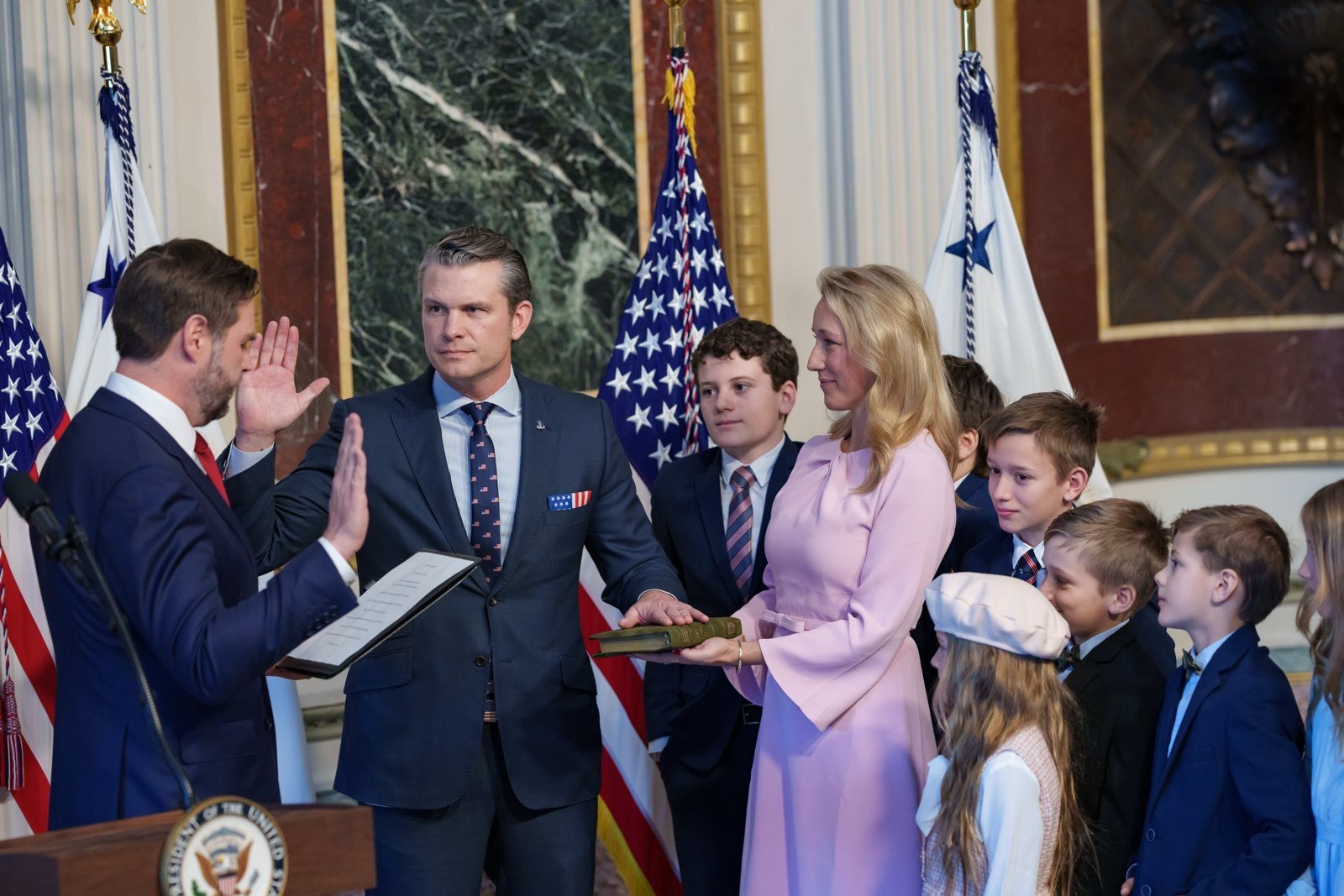
Вице-президент Вэнс приводит Пита Хегсета к присяге, 25 января 2025

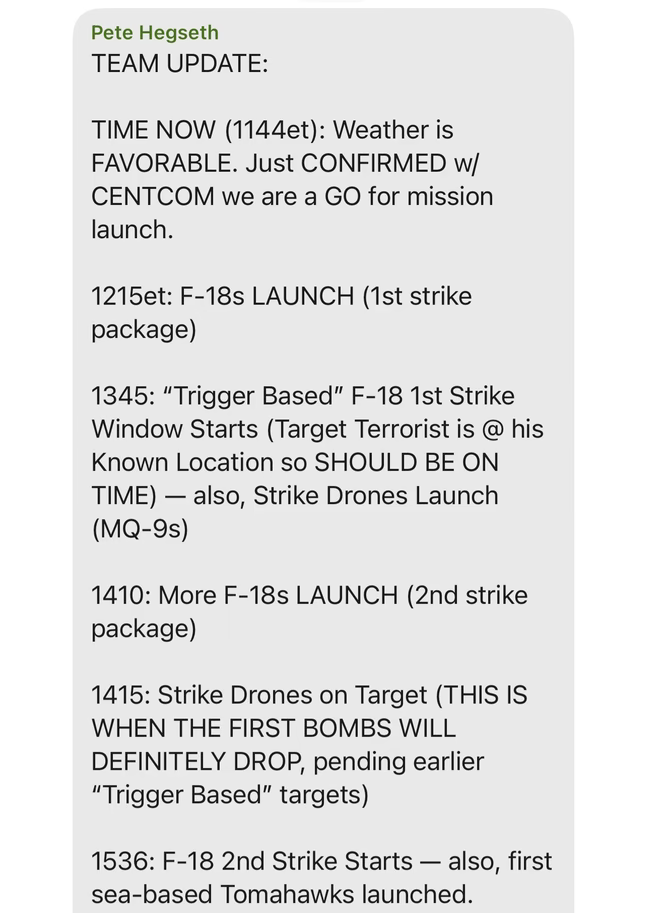
Скандал вокруг использования Signal должностными лицами США

На следующий день, 25 января 2025 года, Хегсет был приведён к присяге вице-президентом Вэнсом в качестве 29-го министра обороны США. В своём первом обращении к военным Хегсет подчеркнул необходимость «восстановления духа воина, перестройки наших вооружённых сил и восстановления сдерживания», одновременно работая с союзниками и партнёрами над «сдерживанием агрессии в Индо-Тихоокеанском регионе со стороны коммунистического Китая, а также поддерживая приоритет президента по ответственному прекращению войн и переориентации на ключевые угрозы».

## Политические взгляды

### Помилование осуждённых за военные преступления
В мае 2019 года новостные издания The Daily Beast и CNN сообщали, что Хегсет убеждал 45-го президента США Дональда Трампа помиловать несколько военнослужащих, осуждённых за военные преступления в Афганистане и Ираке.
В ноябре того же года Дональд Трамп помиловал лейтенанта Клинта Лорэнса, осуждённого в 2012 году на 19 лет за приказ открыть стрельбу по афганским мотоциклистам и майора Мэтью Голштейна, обвиняемого за самосуд над подозреваемым в изготовлении бомб для Талибана, а также восстановил в звании Эдварда Галлахера, пониженного за фотографирование с трупом в Ираке.

### COVID-19
Хегсет высказывался в поддержку теории заговора о COVID-19, предполагая, что омикрон был придуман Демократической партией США для победы на промежуточных выборах 2022 года. Он заявлял: «Рассчитывайте на вариант примерно каждый октябрь, каждые два года».

### Образование
В 2019 году Хегсет критиковал университеты за преподавание студентам проблем последствий изменения климата, а не реальной угрозы, которой он считает исламский экстремизм. В 2022 году заявлял, что хочет вернуть диплом Гарварда из-за того, что в его стенах преподаётся критическая расовая теория.

### Израильско-палестинский конфликт
C молодости является ярым сторонником Израиля. На конференции новостной иерусалимской радиостанции «Седьмой канал», Хегсет заявил, что нет никаких причин, по которым когда-нибудь в будущем постройка Третьего Храма на Храмовой горе не будет возможна. Спорным это заявление делает то, что на территории Храмовой горы расположена одна из основных святынь мусульман — мечеть Аль-Акса, которая по договорённости с Израилем контролируется мусульманской Иорданией. Выступал с резкой критикой ООН и спонсирования организации со стороны США из-за того, что она занимает резко пропалестинскую и антиизраильскую позицию.
В январе 2025 года заявил, что как будущий министр обороны США будет способствовать победе Израиля и считает необходимым уничтожить террористическую группировку ХАМАС и «ликвидировать всех её членов».

### НАТО
Подвергал резкой критике союзников США по НАТО, заявляя об их слабости, беспомощности и безоружности, что они не могут сами за себя постоять, а лишь постоянно просят США о помощи и навязывают свои бессмысленные договоры, которые давно пора было бы разорвать в одностороннем порядке. Заявлял, что НАТО является не альянсом, а оплаченным США соглашением по безопасности Европы, призывая к отмене альянса или его полному переформированию. Также высказался резко против нахождения Турции в НАТО, поскольку считает Реджепа Эрдогана «открыто мечтающим о восстановлении Османской империи» исламистом со взглядами исламиста на современную историю и политику Ближнего Востока.

### Вторжение России на Украину
В 2022 году назвал российское вторжение на Украину малой проблемой по сравнению с разгулом преступности и «воук-повесткой». В марте того же года назвал Путина военным преступником. Первоначально осудил правительство Байдена за несвоевременную помощь Украине, а затем резко критиковал его за помощь Украине в войне против России, заявив, что США неаргументированно отвергают «хорошего авторитарного лидера», который хочет «вернуть Киев и СССР». Выражал согласие с мнением Трампа о том, что признание ДНР и ЛНР за два дня до начала вторжения в Украину было «гениальным решением». Считает, что в случае победы Путин вряд ли пойдёт дальше в Европу, а также, что помощь США Украине ставит на кон безопасность мира из-за угрозы использования Путиным ядерных боеголовок.
30 июня 2025 года Хегсет приказал остановить поставки вооружений для Украины. Среди попавших под сокращение: зенитные ракеты Patriot и Stinger; ракеты воздух-воздух, воздух-земля Hellfire; ракеты земля-земля и артиллерийские снаряды. Официально задержки объясняются недостатком запасов, но власти Украины считают, что это способ оказать политическое давление на Украину.